# Lilla Edet
Lilla Edet – miejscowość (tätort) w Szwecji, w regionie administracyjnym (län) Västra Götaland, w gminie Lilla Edet.
Według danych Szwedzkiego Urzędu Statystycznego liczba ludności wyniosła: 3772 (31 grudnia 2015), 3914 (31 grudnia 2018) i 3894 (31 grudnia 2019).